# ستيفن روبرتس (لاعب دارت)
ستيفن روبرتس (بالإنجليزية: Stephen Roberts)‏ هو لاعب دارت بريطاني، ولد في 26 أبريل 1957 في إنجلترا في المملكة المتحدة.

## وصلات خارجية
- ستيفن روبرتس على موقع DartsDatabase.co.uk (الإنجليزية)